# Aerinit
Aerinit là khoáng vật silicat mạch đơn màu tía lam, có công thức hóa học Ca4(Al,Fe,Mg)10Si12O35(OH)12CO3·12H2O. Nó kết tinh theo hệ đơn tà và tồn tại dạng tập hợp khối sợi.
Nó là pha nhiệt dịch nhiệt độ thấp có mặt trong các tướng zeolit thay thế của các đá mafic. Các khoáng vật đi cùng gồm prehnit, scolecit và mesolit.
Tên gọi của nó từ tiếng Hy Lạp "aerinos," nghĩa là "khí quyển" hay "bầu trời".